# Tri-nations 2008
Navigation
Édition précédente Édition suivante
Le Tri-nations 2008 se dispute en neuf rencontres du 5 juillet au 13 septembre 2008, chaque équipe recevant trois fois et se déplaçant trois fois. Le Tri-nations met aux prises les sélections de Nouvelle-Zélande, d'Australie et d'Afrique du Sud, entre d'autres termes et respectivement, les All Blacks, les Wallabies et les Springboks. Ces trois nations font partie des toutes meilleures au monde car elles ont remporté 5 des 6 éditions de la Coupe du monde de rugby à XV.
Le Tri-nations 2008 est remporté par l'équipe de Nouvelle-Zélande, à cette occasion les All Blacks remportent aussi la Bledisloe Cup. Les Néo-Zélandais remportent le Tri-nations pour la quatrième fois consécutivement.

## Les règles
Les règles de l'édition 2008 du Super 14 sont appliquées au Tri-nations en 2008. De plus il n'y a pas de limitation du nombre de joueurs pour disputer une touche et l'équipe qui défend a le droit d'écrouler un maul.

## Classement du Tri-nations 2008
| # | Équipe           | J | V | N | D | PP  | PC  | B | Pts |
| - | ---------------- | - | - | - | - | --- | --- | - | --- |
| 1 | Nouvelle-Zélande | 6 | 4 | 0 | 2 | 152 | 106 | 3 | 19  |
| 2 | Australie        | 6 | 3 | 0 | 3 | 119 | 163 | 2 | 14  |
| 3 | Afrique du Sud   | 6 | 2 | 0 | 4 | 115 | 117 | 2 | 10  |

Abréviations : J, matchs joués; V, victoires ; N, match nuls ; D, défaites ; PP, points pour ; PC, points contre ; B, bonus; Pts, points;

## Les matchs

### 1ermatch
Résultat
| Équipes          | Nouvelle-Zélande - Afrique du Sud                                                                   |
| Score            | 19 - 8                                                                                              |
| Date             | 5 juillet 2008                                                                                      |
| Stade            | Westpac Stadium (Wellington)                                                                        |
| Arbitre          | Stuart Dickinson                                                                                    |
| Points marqués   | |
| Nouvelle-Zélande | 1 essai de Kaino (44e), 1 transformation de Carter (44e), 4 pénalités de Carter (4e, 21e, 28e, 71e) |
| Afrique du Sud   | 1 essai de Habana (35e), 1 pénalité de James (6e)                                                   |

Composition des équipes
- Nouvelle-Zélande

Titulaires : 15 Mils Muliaina, 14 Sitiveni Sivivatu, 13 Conrad Smith, 12 Ma'a Nonu, 11 Rudi Wulf, 10 Daniel Carter, 9 Andy Ellis, 8 Jerome Kaino, 7 Rodney So'oialo (cap.), 6 Adam Thomson, 5 Ali Williams, 4 Brad Thorn, 3 Greg Somerville, 2 Andrew Hore, 1 Tony Woodcock.
Remplaçants : 16 Keven Mealamu, 17 Neemia Tialata, 18 Anthony Boric, 19 Sione Lauaki, 20 Jimmy Cowan, 21 Stephen Donald, 22 Leon MacDonald.
- Afrique du Sud

Titulaires : 15 Conrad Jantjes, 14 Odwa Ndungane, 13 Adrian Jacobs, 12 Jean de Villiers, 11 Bryan Habana, 10 Butch James, 9 Enrico Januarie, 8 Joe van Niekerk, 7 Juan Smith, 6 Schalk Burger, 5 Victor Matfield, 4 Bakkies Botha, 3 CJ van der Linde, 2 John Smit (cap.), 1 Gurthrö Steenkamp.
Remplaçants : 16 Bismarck du Plessis, 17 Brian Mujati, 18 Andries Bekker, 19 Luke Watson, 20 Bolla Conradie, 21 François Steyn, 22 Percy Montgomery.

### 2ematch
Résultat
| Équipes          | Nouvelle-Zélande - Afrique du Sud |
| Score            | 28 - 30 |
| Date             | 12 juillet 2008 |
| Stade            | Carisbrook (Dunedin) |
| Arbitre          | Matt Goddard |
| Points marqués   | |
| Nouvelle-Zélande | 1 essai de Lauaki (54e), 1 transformation de Carter (55e), 6 pénalités de Carter (5e, 10e, 17e, 25e, 40e, 73e), 1 drop de Carter (65e)                                            |
| Afrique du Sud   | 2 essais de Pietersen (31e) et Januarie (75e), 1 transformation de Steyn (76e), 3 pénalités de Montgomery (12e, 19e, 22e), 2 pénalités de James (64e, 68e), 1 drop de James (36e) |

Résumé
Les deux équipes font jeu égal pendant une bonne partie du match, un essai du Néo-Zélandais Sione Lauaki répondant à l'essai du Sud-Africain JP Pietersen. Trois pénalités de Percy Montgomery, deux pénalités et un drop de Butch James compensent en partie les six pénalités et le drop de Daniel Carter. Les Springboks étaient menés 23-28 à cinq minutes de la fin du match et jouaient à quatorze car Victor Matfield avait reçu un carton jaune. Sur un exploit personnel, Ricky Januarie transperce alors la défense des All Blacks et marque un essai, transformé par  François Steyn, ce qui donne la victoire aux Sud-Africains. Les Springboks n'avaient pas gagné en Nouvelle-Zélande depuis le 25 juillet 1998.
Composition des équipes
- Nouvelle-Zélande

Titulaires : 15 Mils Muliaina, 14 Sitiveni Sivivatu, 13 Conrad Smith, 12 Ma'a Nonu, 11 Rudi Wulf, 10 Daniel Carter, 9 Andy Ellis, 8 Jerome Kaino, 7 Rodney So'oialo (cap.), 6 Adam Thomson, 5 Ali Williams, 4 Anthony Boric, 3 John Afoa, 2 Andrew Hore, 1 Tony Woodcock.
Remplaçants : 16 Keven Mealamu, 17 Neemia Tialata, 18 Kevin O'Neill, 19 Sione Lauaki, 20 Jimmy Cowan, 21 Stephen Donald, 22 Leon MacDonald.
- Afrique du Sud

Titulaires : 15 Percy Montgomery, 14 JP Pietersen, 13 Adrian Jacobs, 12 Jean de Villiers, 11 Bryan Habana, 10 Butch James, 9 Ricky Januarie, 8 Joe van Niekerk, 7 Juan Smith, 6 Schalk Burger, 5 Victor Matfield (cap.), 4 Bakkies Botha, 3 CJ van der Linde, 2 Bismarck du Plessis, 1 Gurthrö Steenkamp.
Remplaçants : 16 Schalk Brits, 17 Brian Mujati, 18 Andries Bekker, 19 Luke Watson, 20 Ruan Pienaar, 21 François Steyn, 22 Conrad Jantjes.

### 3ematch
Résultat
| Équipes        | Australie - Afrique du Sud                                                                     |
| Score          | 16 - 9                                                                                         |
| Date           | 19 juillet 2008                                                                                |
| Stade          | Subiaco Oval (Perth)                                                                           |
| Arbitre        | Bryce Lawrence                                                                                 |
| Points marqués |                                                                                                |
| Australie      | 2 essais de Tuquri (35e) et Mortlock (45e), 1 pénalité de Giteau (51e), 1 drop de Barnes (79e) |
| Afrique du Sud | 3 pénalités de Steyn (7e, 70e) et James (53e)                                                  |

Résumé
La première période est équilibrée (5-3), un essai de l'ailier Australien Lote Tuqiri répondant à une pénalité de François Steyn. Les Wallabies se détachent en 2e mi-temps par un essai en force de Stirling Mortlock et une pénalité de Matt Giteau (13-3). Les Springboks reviennent au score par deux pénalités de Steyn et Butch James (13-9) mais un drop en fin de match par Berrick Barnes confirme la victoire des Australiens par 16 à 9. L'édition 2008 du Tri-nations parait indécise car les trois équipes ont remporté chacune une victoire.
Composition des équipes
- Australie

Titulaires : 15 Adam Ashley-Cooper, 14 Peter Hynes, 13 Stirling Mortlock (cap.), 12 Berrick Barnes, 11 Lote Tuqiri, 10 Matt Giteau, 9 Luke Burgess, 8 Wycliff Palu, 7 George Smith, 6 Rocky Elsom, 5 Nathan Sharpe, 4 James Horwill, 3 Al Baxter, 2 Stephen Moore, 1 Benn Robinson.
Remplaçants : 16 Tatafu Polota-Nau, 17 Matt Dunning, 18 Hugh McMeniman, 19 Phil Waugh, 20 Sam Cordingley, 21 Ryan Cross, 22 Drew Mitchell.
- Afrique du Sud

Titulaires : 15 Conrad Jantjes, 14 JP Pietersen, 13 François Steyn, 12 Jean de Villiers, 11 Bryan Habana, 10 Butch James, 9 Ricky Januarie, 8 Pierre Spies, 7 Juan Smith, 6 Schalk Burger, 5 Victor Matfield (cap.), 4 Bakkies Botha, 3 CJ van der Linde, 2 Schalk Brits, 1 Gurthrö Steenkamp
Remplaçants : 16 Adriaan Strauss, 17 Tendai Mtawarira, 18 Brian Mujati, 19 Andries Bekker, 20 Ryan Kankowski, 21 Ruan Pienaar, 22 Peter Grant

### 4ematch
Résultat
| Équipes          | Australie - Nouvelle-Zélande |
| Score            | 34 - 19 |
| Date             | 26 juillet 2008 |
| Stade            | ANZ Stadium (Sydney) |
| Arbitre          | Craig Joubert |
| Points marqués   | |
| Australie        | 4 essais de Cross (10e), Hynes (32e), Elsom (55e), Horwill (73e). 4 transformations de Giteau (11e, 33e, 56e, 74e). 1 drop de Giteau (67e) et une pénalité de Giteau (5e). |
| Nouvelle-Zélande | 3 essais de Muliaina (23e), Hore (39e), Ellis (45e) et 2 transformations de Daniel Carter (40e, 45e)                                                                       |

Résumé
La 1re mi-temps est à l'avantage des Australiens qui marquent successivement 1 pénalité par Matt Giteau, 1 essai par Ryan Cross alors que les Néo-Zélandais jouaient à 14 (carton jaune pour Brad Thorn) et 1 essai par Peter Hynes sur un coup de pied à suivre de Lote Tuqiri. Les All Blacks répondent par deux essais de  Mils Muliaina et Andrew Hore, avec une transformation de Daniel Carter le score à la mi-temps est de 17 à 12 pour les Wallabies.
Les All Blacks marquent un essai en début de 2e mi-temps par Andrew Ellis à la suite d'une percée de Dan Carter et mènent 19-17. Les Wallabies répondent par un essai de Rocky Elsom à la 55e, transformé par Giteau, et mènent 24-19. L'Australie creuse l'écart par un drop de Giteau (67e) et un essai en force de James Horwill, avec la transformation de Giteau le score final est 34-19 à la faveur des Wallabies.
Avec deux victoires en deux matchs et un point de bonus offensif, l'Australie prend la tête du Tri-nations avec 9 points contre 5 points aux Néo-Zélandais et 5 points aux Sud-Africains. Les Néo-Zélandais tenteront de prendre leur revanche contre les Australiens lors du 5e match.
Composition des équipes
- Australie

Titulaires : 15 Adam Ashley-Cooper, 14 Peter Hynes, 13 Ryan Cross, 12 Berrick Barnes, 11 Lote Tuqiri, 10 Matt Giteau, 9 Luke Burgess, 8 Wycliff Palu, 7 George Smith (cap.), 6 Rocky Elsom, 5 Nathan Sharpe, 4 James Horwill, 3 Al Baxter, 2 Stephen Moore, 1 Benn Robinson.
Remplaçants : 16 Tatafu Polota-Nau, 17 Matt Dunning, 18 Daniel Vickerman, 19 Phil Waugh, 20 Sam Cordingley, 21 Timana Tahu, 22 Drew Mitchell.
- Nouvelle-Zélande

Titulaires : 15 Mils Muliaina, 14 Anthony Tuitavake, 13 Richard Kahui, 12 Ma'a Nonu, 11 Sitiveni Sivivatu, 10 Daniel Carter, 9 Andrew Ellis, 8 Jerome Kaino, 7 Daniel Braid, 6 Rodney So'oialo (cap.), 5 Ali Williams, 4 Brad Thorn, 3 Greg Somerville, 2 Andrew Hore, 1 Tony Woodcock.
Remplaçants : 16 Keven Mealamu, 17 John Afoa, 18 Anthony Boric, 19 Sione Lauaki, 20 Jimmy Cowan, 21 Stephen Donald, 22 Conrad Smith.

### 5ematch
Résultat
| Équipes          | Nouvelle-Zélande - Australie |
| Score            | 39 - 10 (21 - 10) |
| Date             | 2 août 2008 |
| Stade            | Eden Park (Auckland) |
| Arbitre          | Mark Lawrence |
| Points marqués   | |
| Nouvelle-Zélande | 4 essais de Woodcock (21e, 23e), Nonu (42e, 80e), 2 transformations de Carter (21e, 42e), 5 pénalités de Carter (5e, 13e, 38e, 58e, 65e) |
| Australie        | 1 essai de Ashley-Cooper (32e), 1 transformation de Giteau, 1 pénalité de Giteau (4e)                                                    |

Résumé
Les Australiens ouvrent le score par une pénalité de Matt Giteau (4e), Les All Blacks égalisent avec une pénalité de Daniel Carter (5e) puis prennent l'avantage avec une nouvelle pénalité de Carter (13e) et deux essais en force du pilier Tony Woodcock (21e, 23e), le score est alors de 18 à 3 pour les All Blacks. Les Wallabies reviennent au score grâce à un essai de Adam Ashley-Cooper, après une percée de Stirling Mortlock, la transformation est réussie par Giteau(18-10). Une nouvelle pénalité de Carter permet aux All Blacks de terminer la 1re mi-temps avec onze points d'avance (21-10).
Les All Blacks creusent le score en 2e mi-temps avec un essai de Ma'a Nonu (42e) transformé par Carter (28-10), puis deux nouvelles pénalités de Carter (58e et 65e) qui portent la marque à 34-10. Un deuxième essai de Ma'a Nonu en fin de match permet aux Néo-Zélandais de remporter le match sur le score sans appel de 39 à 10. Les All Blacks remportent un point de bonus grâce aux 4 essais marqués, ils prennent seuls la tête du classement du Tri-nations avec un point d'avance sur les Australiens. Les Springboks peuvent aussi remporter ce Tri-nations car ils disputeront leurs trois derniers matchs à domicile.
Composition des équipes
- Nouvelle-Zélande

Titulaires : 15 Mils Muliaina, 14 Richard Kahui, 13 Conrad Smith, 12 Ma'a Nonu, 11 Sitiveni Sivivatu, 10 Daniel Carter, 9 Jimmy Cowan, 8 Rodney So'oialo, 7 Richie McCaw (cap.), 6 Jerome Kaino, 5 Ali Williams, 4 Brad Thorn, 3 Greg Somerville, 2 Andrew Hore, 1 Tony Woodcock.
Remplaçants : 16 Keven Mealamu, 17 John Afoa, 18 Anthony Boric, 19 Adam Thomson, 20 Piri Weepu, 21 Stephen Donald, 22 Anthony Tuitavake.
- Australie

Titulaires : 15 Adam Ashley-Cooper, 14 Peter Hynes, 13 Stirling Mortlock (cap.), 12 Berrick Barnes, 11 Lote Tuqiri, 10 Matt Giteau, 9 Luke Burgess, 8 Wycliff Palu, 7 George Smith, 6 Phil Waugh, 5 Nathan Sharpe, 4 James Horwill, 3 Al Baxter, 2 Stephen Moore, 1 Benn Robinson.
Remplaçants : 16 Tatafu Polota-Nau, 17 Matt Dunning, 18 Daniel Vickerman, 19 Hugh McMeniman, 20 Sam Cordingley, 21 Ryan Cross, 22 Drew Mitchell.

### 6ematch
Résultat
| Équipes          | Afrique du Sud - Nouvelle-Zélande                                                           |
| Score            | 0 - 19 (0 - 5)                                                                              |
| Date             | 16 août 2008                                                                                |
| Stade            | Newlands Stadium (Le Cap)                                                                   |
| Arbitre          | Stuart Dickinson                                                                            |
| Points marqués   |                                                                                             |
| Nouvelle-Zélande | 3 essais de Smith (7e), Carter (65e), Mealamu (75e), 2 transformations de Carter (66e, 75e) |
| Afrique du Sud   |                                                                                             |

Composition des équipes
- Afrique du Sud

Titulaires : 15 Percy Montgomery, 14 JP Pietersen, 13 Adrian Jacobs, 12 Jean de Villiers, 11 Bryan Habana, 10 Butch James, 9 Fourie du Preez, 8 Pierre Spies, 7 Juan Smith, 6 Schalk Burger, 5 Victor Matfield (cap.), 4 Andries Bekker, 3 CJ van der Linde, 2 Bismarck du Plessis, 1 Tendai Mtawarira
Remplaçants : 16 Adriaan Strauss, 17 Brian Mujati, 18 Danie Rossouw, 19 Luke Watson, 20 Ricky Januarie, 21 François Steyn, 22 Conrad Jantjes
- Nouvelle-Zélande

Titulaires : 15 Leon MacDonald, 14 Mils Muliaina, 13 Conrad Smith, 12 Ma'a Nonu, 11 Sitiveni Sivivatu, 10 Daniel Carter, 9 Jimmy Cowan, 8 Rodney So'oialo, 7 Richie McCaw (cap.), 6 Jerome Kaino, 5 Ali Williams, 4 Brad Thorn, 3 Greg Somerville, 2 Andrew Hore, 1 Tony Woodcock.
Remplaçants : 16 Keven Mealamu, 17 John Afoa, 18 Anthony Boric, 19 Adam Thomson, 20 Piri Weepu, 21 Stephen Donald, 22 Richard Kahui.

### 7ematch
Résultat
| Équipes        | Afrique du Sud - Australie |
| Score          | 15 - 27 |
| Date           | 23 août 2008 |
| Stade          | ABSA Stadium (Durban) |
| Arbitre        | Lyndon Bray |
| Points marqués | |
| Afrique du Sud | 2 essais de Jacobs (64e, 70e), 1 transformation de Montgomery (65e), 1 pénalité de James (43e)                                         |
| Australie      | 3 essais de Robinson (27e), Tuqiri (60e), Mortlock (67e), 3 transformations de Giteau (27e, 60e, 67e), 2 pénalités de Giteau (8e, 49e) |

Composition des équipes
- Afrique du Sud

Titulaires : 15 Conrad Jantjes, 14 JP Pietersen, 13 Adrian Jacobs, 12 Jean de Villiers, 11 Jongi Nokwe, 10 Butch James, 9 Fourie du Preez, 8 Pierre Spies, 7 Juan Smith, 6 Schalk Burger, 5 Victor Matfield (cap.), 4 Andries Bekker, 3 CJ van der Linde, 2 Bismarck du Plessis, 1 Tendai Mtawarira
Remplaçants : 16 Adriaan Strauss, 17 Brian Mujati, 18 Danie Rossouw, 19 Luke Watson, 20 Ricky Januarie, 21 François Steyn, 22 Percy Montgomery
- Australie

Titulaires : 15 Drew Mitchell, 14 Peter Hynes, 13 Stirling Mortlock (cap.), 12 Berrick Barnes, 11 Lote Tuqiri, 10 Matt Giteau, 9 Sam Cordingley, 8 Wycliff Palu, 7 George Smith, 6 Rocky Elsom, 5 Daniel Vickerman, 4 James Horwill, 3 Matt Dunning, 2 Stephen Moore, 1 Benn Robinson.
Remplaçants : 16 Tatafu Polota-Nau, 17 Al Baxter, 18 Hugh McMeniman, 19 Phil Waugh, 20 Brett Sheehan, 21 Timana Tahu, 22 Ryan Cross.

### 8ematch
Résultat
| Équipes        | Afrique du Sud - Australie |
| Score          | 53 - 8 |
| Date           | 30 août 2008 |
| Stade          | Ellis Park Stadium (Johannesburg) |
| Arbitre        | Bryce Lawrence |
| Points marqués | |
| Afrique du Sud | 8 essais de Bekker (9e), Nokwe (11e, 25e, 35e, 49e), Jacobs (44e), Pienaar (68e), Ndungane (78e), 5 transformations par James (9e, 37e, 45e), Montgomery (68e, 78e), 1 pénalité de James (30e) |
| Australie      | 1 essai de Mitchell (55e), 1 pénalité de Giteau (5e) |

Résumé
Les Springboks prennent leur revanche sur les Wallabies. Malgré cette victoire ils terminent derniers du Tri-nations 2008, la victoire dans le Tri-nations se jouera lors du dernier match entre les All Blacks et les Wallabies, ces derniers jouant à domicile.
Percy Montgomery annonce qu'il met un terme à sa carrière internationale.
Composition des équipes
- Afrique du Sud

Titulaires : 15 Conrad Jantjes, 14 Odwa Ndungane, 13 Adrian Jacobs, 12 Jean de Villiers, 11 Jongi Nokwe, 10 Butch James, 9 Fourie du Preez, 8 Pierre Spies, 7 Juan Smith, 6 Schalk Burger, 5 Victor Matfield (cap.), 4 Andries Bekker, 3 Brian Mujati, 2 Bismarck du Plessis, 1 Tendai Mtawarira.
Remplaçants : 16 Adriaan Strauss, 17 Jannie du Plessis, 18 Danie Rossouw, 19 Luke Watson, 20 Ricky Januarie, 21 Ruan Pienaar, 22 Percy Montgomery.
- Australie

Titulaires : 15 Adam Ashley-Cooper, 14 Peter Hynes, 13 Stirling Mortlock (cap.), 12 Timana Tahu,11 Lote Tuqiri, 10 Matt Giteau, 9 Sam Cordingley, 8 Wycliff Palu, 7 Phil Waugh, 6 Rocky Elsom, 5 Hugh McMeniman, 4 James Horwill, 3 Matt Dunning, 2 Tatafu Polota-Nau, 1 Benn Robinson.
Remplaçants : 16 Stephen Moore, 17 Al Baxter, 18 Dean Mumm, 19 George Smith, 20 Brett Sheehan, 21 Ryan Cross, 22 Drew Mitchell.

### 9ematch
Résultat
| Équipes          | Australie - Nouvelle-Zélande |
| Score            | 24 - 28 (10 - 7) |
| Date             | 13 septembre 2008 |
| Stade            | Suncorp Stadium (Brisbane) |
| Arbitre          | Jonathan Kaplan |
| Points marqués   | |
| Australie        | 3 essais de Ashley-Cooper (40e), Horwill (45e), Cross (77e), 3 transformations de Giteau (40e, 46e, 78e), 1 pénalité de Giteau (23e) |
| Nouvelle-Zélande | 4 essais de Muliaina (13e), Woodcock (50e), Weepu (63e), Carter (67e), 4 transformations de Carter (14e, 51e, 64e, 68e)              |

Résumé
Les All Blacks ouvrent la marque par un essai de Mils Muliaina à la 13e minute transformé par Daniel Carter (7-0 pour la Nouvelle-Zélande). Les Wallabies réduisent l'écart par une pénalité de Matt Giteau (7-3) puis prennent l'avantage avant la mi-temps avec un essai de Adam Ashley-Cooper transformé par Giteau (7-10).
Les Australiens creusent le score par un essai du deuxième ligne James Horwill transformé par Giteau (7-17). Les All Blacks répliquent en marquant trois essais par  Tony Woodcock, Piri Weepu rentré en cours de match et par Daniel Carter à la suite d'une action personnelle (28-17). Un essai de Ryan Cross redonne espoir aux Wallabies en fin de match (28-24), mais les All Blacks conservent leur avantage au score et remportent le match, le Tri-nations 2008 et la Bledisloe Cup.
Composition des équipes
- Australie

Titulaires : 15 Adam Ashley-Cooper, 14 Peter Hynes, 13 Ryan Cross, 12 Stirling Mortlock (cap.), 11 Lote Tuqiri, 10 Matt Giteau, 9 Sam Cordingley, 8 Wycliff Palu, 7 George Smith, 6 Rocky Elsom, 5 Nathan Sharpe, 4 James Horwill, 3 Al Baxter, 2 Stephen Moore, 1 Benn Robinson.
Remplaçants : 16 Adam Freier, 17 Matt Dunning, 18 Hugh McMeniman, 19 Phil Waugh, 20 Richard Brown, 21 Brett Sheehan, 22 Drew Mitchell
- Nouvelle-Zélande

Titulaires : 15 Mils Muliaina, 14 Richard Kahui, 13 Conrad Smith, 12 Ma'a Nonu, 11 Sitiveni Sivivatu, 10 Daniel Carter, 9 Jimmy Cowan, 8 Rodney So'oialo, 7 Richie McCaw (cap.), 6 Jerome Kaino, 5 Ali Williams, 4 Brad Thorn, 3 Greg Somerville, 2 Andrew Hore, 1 Tony Woodcock.
Remplaçants : 16 Keven Mealamu, 17 John Afoa, 18 Anthony Boric, 19 Adam Thomson, 20 Piri Weepu, 21 Stephen Donald, 22 Isaia Toeava

## Statistiques

### Meilleurs réalisateurs
| # | Nom           | Équipe           | Points marqués |
| - | ------------- | ---------------- | -------------- |
| 1 | Daniel Carter | Nouvelle-Zélande | 82             |
| 2 | Matt Giteau   | Australie        | 46             |
| 3 | Butch James   | Afrique du Sud   | 27             |

### Meilleurs marqueurs d'essais
| # | Nom           | Équipe           | Essais marqués |
| - | ------------- | ---------------- | -------------- |
| 1 | Jongi Nokwe   | Afrique du Sud   | 4              |
| 2 | Adrian Jacobs | Afrique du Sud   | 3              |
| 2 | Tony Woodcock | Nouvelle-Zélande | 3              |

## À voir aussi